# Симанский, Александр Лукич
Алекса́ндр Луки́ч Сима́нский (19 ноября 1752 — 15 июля 1810, Санкт-Петербург) — русский вице-адмирал.

## Биография
Родился в семье премьер-майора Луки Исааковича Симанского.
29 апреля 1765 года зачислен в Морской кадетский корпус. После производства 1 января 1768 года в чин гардемарина совершил несколько учебных компаний. Как один из лучших учеников был произведен 6 декабря 1769 года в чин капрала и 1 января 1770 года в чин сержанта. После сдачи экзаменов был произведен 19 марта 1771 года в чин мичмана и назначен на суда Балтийского флота. В компанию 1772 года служил на корабле «Дерись», а затем был переведен в гребной флот.
Летом 1775 года, командуя катером «Диспач» совершил переход из Кронштадта до Гогланда. 20 ноября того же года произведен в чин лейтенанта.
В 1776—1779 годах на фрегате «Григорий» совершил переход из Кронштадта в Константинополь, крейсировал в Средиземном море, а затем Ливорно вернулся обратно в Кронштадт.
В 1780—1781 годах командовал придворной яхтой «Петергоф» и за усердную службу был пожалован 15 июля 1780 года табакеркой с бриллиантами.
В 1782—1785 годах командовал новоизобретёнными кораблями «Модон» и «Хотин», фрегатами «Бористен» и «Крым» Азовской флотилии. 6 декабря 1782 года произведен в чин капитан-лейтенанта.
1 января 1785 года уволен в отставку «по болезни» с производством в чин капитана 2-го ранга. После выхода в отставку Александр Лукич поселился вместе с женой и детьми в Островском уезде Псковской губернии, где был избран уездным предводителем дворянства.
После начала русско-шведской войны вернулся на военную службу и на корабле «Ростислав» участвовал в Эландском сражении.
1 января 1790 года произведен в чин капитана 1-го ранга и в должности флаг-капитана при командующим гребным флотом вице-адмирале принце Нассау-Зигене участвовал в Выборгском и Роченсальмском сражениях, за отличие в которых был награждён орденом Св. Владимира IV степени.
После окончания военных действий был назначен состоять при главнокомандующего войсками в Финляндии генерал-аншефа графа А. В. Суворова-Рымникского. В 1792—1793 годах служил в гребном флоте. В 1794 году командуя 74-пушечным кораблем «Память Евстафия» перешёл из Архангельска в Англию, а затем в Кронштадт.
В 1794—1796 годах командовал дивизиями гребного флота и 13 ноября 1796 года был произведен в чин капитана бригадирского ранга.
В компанию 1797 года командовал 2-й эскадрой 1-й флотской дивизии и 2 января 1798 года был произведен в чин контр-адмирала.
2 сентября 1798 года назначен командиром 3-й эскадры Балтийского гребного флота и 17 ноября 1800 года получил во временное управление Рижский порт.
14 марта 1801 года произведен в чин вице-адмирала и 30 сентября 1802 года был пожалован орденом Св. Георгия IV степени.
27 ноября 1802 года назначен генерал-провиантмейстером флота — управляющим Провиантским департаментом Адмиралтейств-коллегии и занимал эту должность в течение года. В 1804 году вышел в отставку. Умер от паралича в 1810 году, похоронен на Смоленском кладбище.

## Семья
Жена — Екатерина Григорьевна Волкова (1762—1829), племянница знаменитого русского актёра и режиссёра Фёдора Григорьевича Волкова.
Дети:
- Владимир Александрович Симанский (1786—1860) — действительный статский советник;
- Николай — коллежский советник;
- Лука Александрович Симанский (1791—1828) — генерал-майор (1826), командир лейб-гвардии Измайловского полка (1825—1826);
- Лев — дипломат;
- Александр — погиб под Фридландом;
- Настасья (1778—1858).